# 732 Tjilaki
732 Tjilaki eller 1912 OR är en asteroid i huvudbältet, som upptäcktes den 15 april 1912 av den tyske astronomen Adam Massinger i Heidelberg. Den har fått sitt namne efter en flod i Indonesien.
Den har en diameter på ungefär 29 kilometer.